# Херцеговачки устанак (1596—1597)
Херцеговачки устанак био је устанак који је организовао српски патријарх Јован, а предводио га је никшићки војвода Грдан против Османлија у Херцеговачком санџаку и Црногорском вилајету, током Дугог рата (1593—1606). Устанак је избио након пропалог Банатског устанака 1594. године и спаљивање моштију Светог Саве 27. априла 1595. године; у устанак су била укључина племена Бјелопавлићи, Дробњаци, Никшићи и Пивљани. Устаници, поражени на Гатачком пољу код Гацка 1597. године, били су присиљени на капитулацију због недостатка стране помоћи.

## Позадина
Почетком 1594. године, банатски Срби су подигли устанак против Османлија. Устаници су, у складу са одликама светог рата, носили ратне заставе са приказом Светог Саве. Заставе је освјештао патријарх српски Јован, а устанак си потпомогли цетињски митрополит Рувим и херцеговачки митрополит Висарион II. Као одговор на устанак, велики везир Коџа Синан-паша је тражио да се из Дамаска донесе зелена застава исламског пророка Мухамеда како би се супротставила српским заставама и наредио је да се мошти Светог Саве из манастира Милешева пребаце у Београд преко војног конвоја., Успут, османски конвој убијао је све људе на свом путу као упозорење устаницима. Османлије су 27. априла 1595. године јавно спалиле мошти Светог Саве на врху Врачарског платоа и онда су расули пепео.
Спаљивање моштије Светог Саве изазвало је Србе и оснажило српски ослободилачки покрет. Од 1596. године, средиште антиосманских активности било је у Херцеговини, тачније манастир Тврдош, у коме је било сједиште митрополита Висариона. Многи српски архијереји апеловали за помоћ од Аустријског надвојводства у ослобађају својих крајева. Ускоци, нерегуларни војници из хабзбуршке Хрватске, имали су подршку Аустрије, и били су раштркани на читавом подручју између Сења и Дубровника. Са смјелим нападом 8. априла 1596. године, ускоци су успјели и да заузму Клишку тврђаву, иако нису успјели да је задрже. У једном тренутку, аустријски званичници су размишљали о вођењу војне акције у Босни, гдје је службовао малтешки витез Фрањо Бртучевић поријеклом из Далмације. Међутим, они нису имали довољно снаге да се боре против Османлија у Босни. Раније, аустријске снаге су у великој мјери прешле у Угарску, гдје су једва успијели да пруже отпор Османлијама.

## Устанак
Ослободилачки покрет се 1596. године проширио на Црногорски вилајет и сусједна племена у Херцеговини, нарочито на оне под утицајем митрополита Висариона. Од свештеника, патријарх Јован је највише зависио од митрополита Висарион, и племенски вођа, нарочито од Грдана, никшићког војводе. Дубровачки документи са почетка 1596. говоре о томе да су митрополит и херцеговачке вође окупили у манастиру Тврдош гдје су се заклели „да ће се дати и поклонити свјетлости импературови су 20 тисућа јунака”. Устаници су затражили помоћ од Аустријанаца или барем аустријску заставу како би показали Османлијама да имају симболичну аустријску помоћ. Убрзо наког тога, 8. априла 1596. године, ускоци су заузели Клис, што је изазвало талас узбуђења међу личким и херцеговачким хришћанима. На крају 1596. године, након избијања Химарског устанка, Срби су отпочели са побунама против Османлија. Устанак, предвођен Грданом, избио је у Бјелопавлићима, а затим се проширио на Дробњаке, Никшиће, Пивљане и Гацко. Осим Брђана, остала црногорска племена нису учествовала у устанку. У то вријеме Дервиш-бег, црногорски санџак-бег, пријетио је котоском провидуру Црногорцима.
Патријарх Јован је послао двојицу калуђера, Дамјана Љубибратића и Павла, папи Клименту VII 1597. године. Патријарх Јован је увјеравао папу у своју „лојалност и послушност” Римској цркви и тражио помоћ за „ослобођење српског народа од Османлија”. Калуђери су папској курији излагали српску историју и, између осталог, тражили да папа пошаље војску на Херцег Нови, како би помогли војводи Грдану са копна; племена Зупци (племе)Зупци, Никшићи, Пивљани, Бањани, Дробњаци и Гацко подигла би оружје. Одатле су отишли у Оногошт (Никшић), гдје би се окупили сви главари Црне Горе, Дукађина и оклоних земаља. У случају акције, могли су рачунати на 100.000 бораца. Речено да од како Османлије спалиле мошти Светог Саве „њима Бог не помога, убијају их крстијани са сваке стране”. Курија тада оптужи калуђере да „Ви се Богу молите на наше зло”. Калуђери су питали папу, уз подршку српских духовних и свјетовнох вођа, да пошаљу поштованог хришћанина да их надгледа.
Охридски архиепископ Атанасије I, након што је његов покрет увелико пропао у Албанији, био је у Риму. Српски устанак није био боље среће, херцеговачка племена, Дробњаци, Никшићи и Пивљани отпочели су борбе, али их је на Гатачком пољу код Гацка поразио Дервиш-бег некада 1597. године.  Према Млечанину Лазару Соранцу, Пипери, Кучи, Клименти, Бјелопавлићи и остала племена покушала су да се ослободе од османске тираније и након саслушања лажних тврдњи да је султан Мехмед III изгубио битку и свој живот током опсаде Јегра, они су подигли устанак под заповједништво војводе Грдана и настао је велики покољ Турака који су се затекли на њиховој земљи, али док је Лазаро покушао да сазна више о томе, чуо да су се невољно повукли у своје планине. Српски историчар Глигор Станојевић, на основу Соранцових списа, које он описује као „најинтересантнију и најнапреднију забиљешку о кретању племена Брда и Херцеговине у то вријеме", вјеровао је да устанак није имала скалу националног устанка.
Када су преговори између устаника и папске курије пропали и није дошло до стране помоћи, устаници су били присиљени да капитулирају пред Османлијама. Ахмед-паша Дугалић, босански беглербег, опростио је Грдану његове злочине и није га чак лишио његове земље у Никшићу..
Аустрија, у чије се име много обећавало, није била у могућности да покрет понесе ни до Будима, а камо ли до Босне или Србије; папска курија није уопште долазила војнички у обзир; а Шпанија је имала својих брига. Разне авантуристе и добронамерне али недорасле дипломатске шепртље обавештавале су нетачно и обојено обадве стране. Једнима су обећавали више него што се могло испунити, а другима су представљали прилике зрелијим него што су биле. Протурало се много лажних извештаја; било је ’петљања’ на више страна. Иако је љуто страдао, наш свет, ипак, није био изгубио сву веру; у својој наивној честитости мислио је да су поруке и обећања могли бити ипак стварнији него што су испадали у стварности. Једина поука после свега била је само та да су постали више обазриви. Турци, заузети у Угарској, Хрватској и на Приморју, били су вољни да у неколико попусте, бар за тај моменат.— Владимир Ћоровић, Преокрет у држању Срба

## Посљедице и насљеђе
Након пропасти устанка, многи Херцеговци су се преселили у Которски залив и Далмацију. Најраније значајније српске сеобе извршене су између 1597. и 1600. године. Војвода Грдан и патријарх српски Јован наставли су да планирају побуне против Османлија у наредним годинама. Патријарх Јован је поново контактирао папу 1599. године, али безуспјешно. Српски, грчки, бугарски и албански калуђери посјећивали су европске дворове у потрази за помоћи. Прво десетљеће 17. вијека одликовано је успјешним црногорским биткама против Османлијама под митрополитом Рувимом. Дробњаци су поразили Османлије код Горње Буковице 6. маја 1605. године. Међутим, Османлије су истог љета извршиле одмазду и заробиле војводу Ивана Калуђеровића, ког су на крају одвели у Пљевљу и тамо погубили. Од сабора у манастиру Косијерево 18. фебруара 1608. године, српске вође су тражиле од шпанског и напуљског двора коначну енергичну акцију. Презаузета, Шпанија није могла много учинити у источној Европи. Међутим, шпанска флота је напала Драч 1606. године. Коначно, 13. децембра 1608. године, патријарх Јован организовао је сабор у манастиру Морача, окупљајући све устаничке вође из Црне Горе и Херцеговине. Сабор је званично преговарао са Емануелом I да пошаље војску за ослобођење Балкана, у замијену за „круну Македоније”, истовремено захтјевајући од папе Павле да додјели посебне привилегије Српској православној цркви. Патријарх Јован га је увјеравао да ће војска од 20.000 војника и 25 пушака, као и наоружања за још 25.000 који ће бити распоређени на Балкану, надвладати османског султана. Након година планирања, ништа конкретно се није догодило, јер је таква операција „захтијевала шпанску поморску и логистичку подршку”. Побуна је полако изблиједила кроз 1609. до краја 1610. године. Херцеговиначки устанак 1596—1597. био је модел за вишеструке антиосманске устанке у Босни и Херцеговини у наредним вијековима.